# Площа Республіки (Прага)
Площа Республіки (чеськ. Náměstí Republiky) — площа в Празі, столиці Чехії, на східному краї Старого Міста. Спочатку називалась площею Франца-Йозефа II, сучасну назву отримала в 1918 році на честь проголошення Чехословацької республіки. В минулому через площу проходили як тролейбусні, так і трамвайні лінії. В 1984 року трамвайні колії були звідси убрані, і згодом сюди був поступово переведений автомобільний потік з сусідньої вулиці На Пшикопе. В тому ж році вся площа закривалася з метою будівництва; тут були зведена будівля торговельного дому «Котва» і збудована однойменна станція метро, яка замінила видалену трамвайну лінію.
На початку XXI століття площа знову була закрита для археологічних розкопок; по їх завершенню тут буде зведений торговельний дім Палладіум, і площа знову відкриється для транспорту.
На площі і поблизу від неї знаходяться такі визначні і історичні будівлі:
- Торговельний дім Котва
- Чеський Національній банк
- Громадський будинок
- Порохова брама

## Галерея

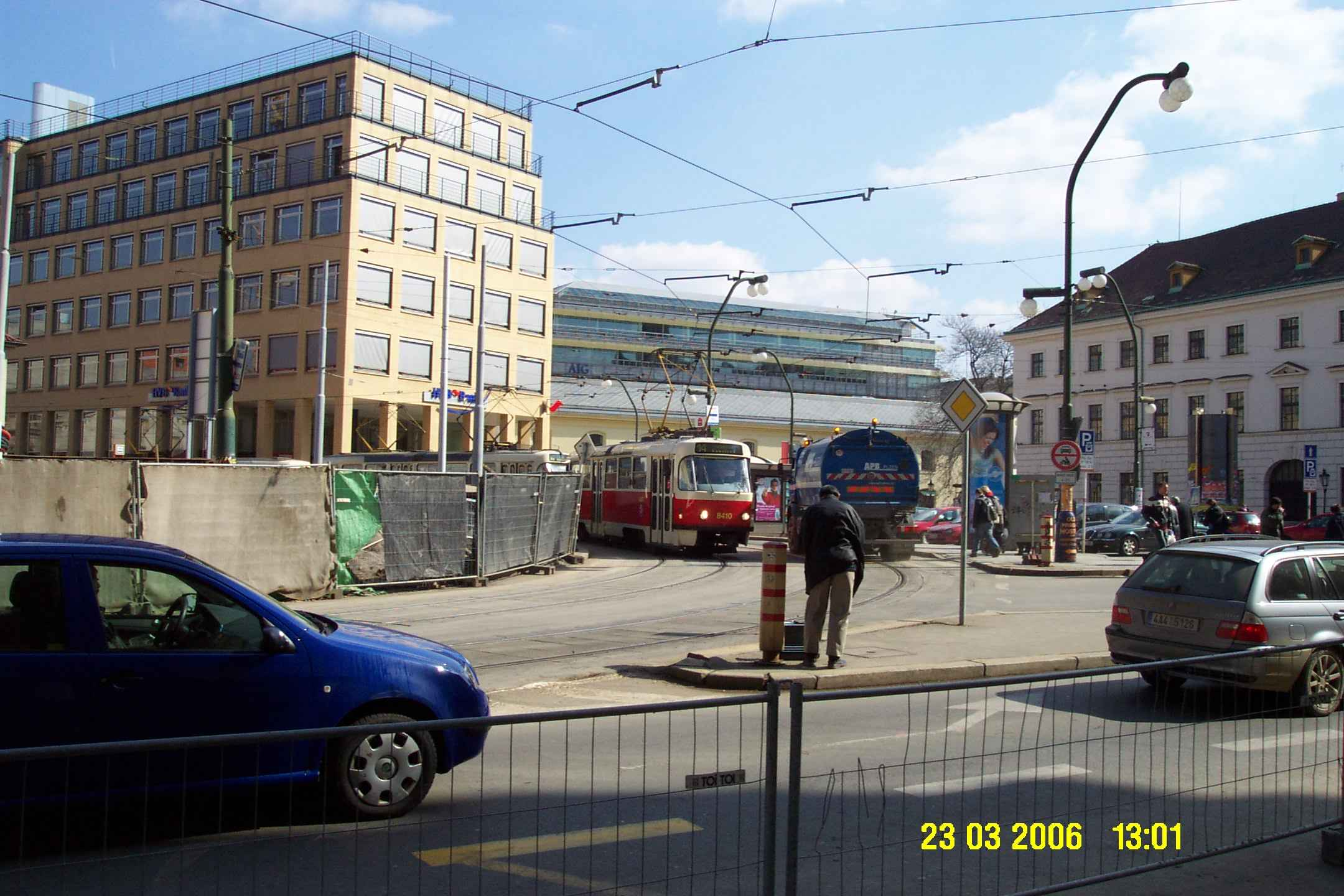
Погляд з півдня
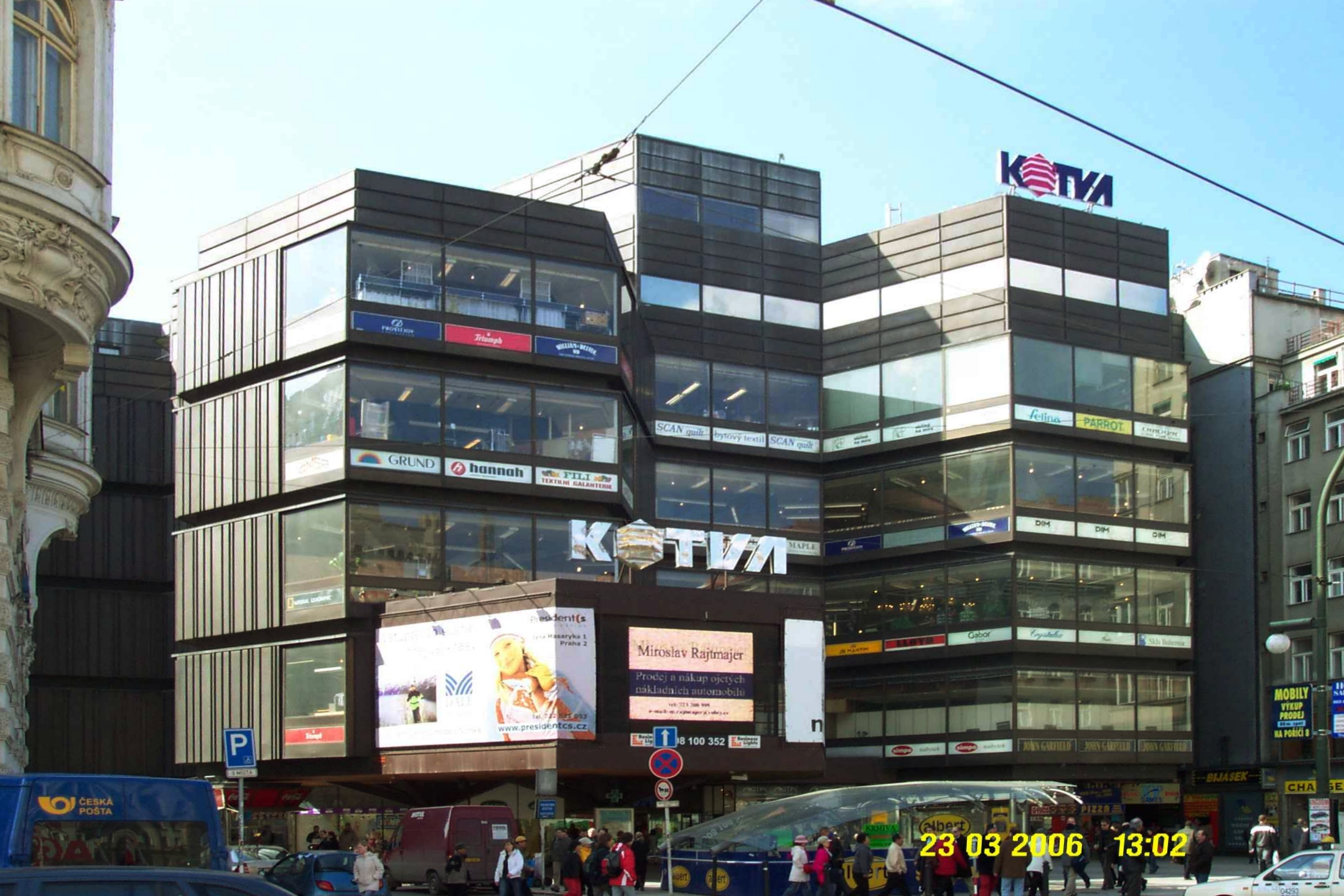
Торговельний дім «Kotva»